# Арсланов, Гадий Мухамадиевич
Гадий Мухамадиевич Арсланов (29 марта 1925, Верхнеиткулово, Башкирская АССР — 21 августа 1998, Стерлитамак, Башкортостан) — советский и российский журналист, главный редактор газеты «Стерлитамакский рабочий» (1966—1990). Автор статей по проблемам экологии.
Член Союза журналистов СССР (1957). Лауреат премии Союза журналистов СССР (1975). Заслуженный работник культуры РСФСР (1979), БАССР (1975).

## Биография
Окончил Стерлитамакское медучилище
Участник Великой Отечественной войны — воевал в качестве фельдшера 51-го отдельного мотоциклетного Львовского полка, младший лейтенант. Награждён орденом Отечественной войны 2-й степени (1985). Напечатал воспоминания о фронте, о которых писатель Виктор Астафьев в переписке сказал: «Ваши проникновенные, правдивые, без пудринок произведения не только от таланта, но и от той занозины, что сидит в Вас, причиняя боль, возбуждая жажду высказаться о войне до конца… Вы — совесть народа, а она так нужна, особенно сейчас».
В послевоенные годы возглавлял участковую больницу в с. Иткулово (сейчас Ишимбайский район), уделял большое внимание медицинскому обслуживанию, питанию и состоянию больных.
Член КПСС с 1951 года Окончил Высшую партийную школу при ЦК КПСС (Москва, 1966).
В 1955—1966 годы — заведующий отделом партийной жизни газеты «Стерлитамакский рабочий», с 1966 по 1990 — главный редактор этой газеты.

## Награды
- Медаль «За боевые заслуги» (17.3.1945)[2]
- Премия Союза журналистов СССР (1975).
- Заслуженный работник культуры Башкирской АССР (1975).
- Заслуженный работник культуры РСФСР (1979).

## Память
В 1998 году в Башкортостане учреждена ежегодная журналистская премия в память о Гадие Арсланове «Экология Башкортостана», которая присуждается за публикации, поднимающие тему окружающей среды.
В 2005 году одна из улиц Стерлитамака получила имя Арсланова